# سينما جمهورية الدومينيكان

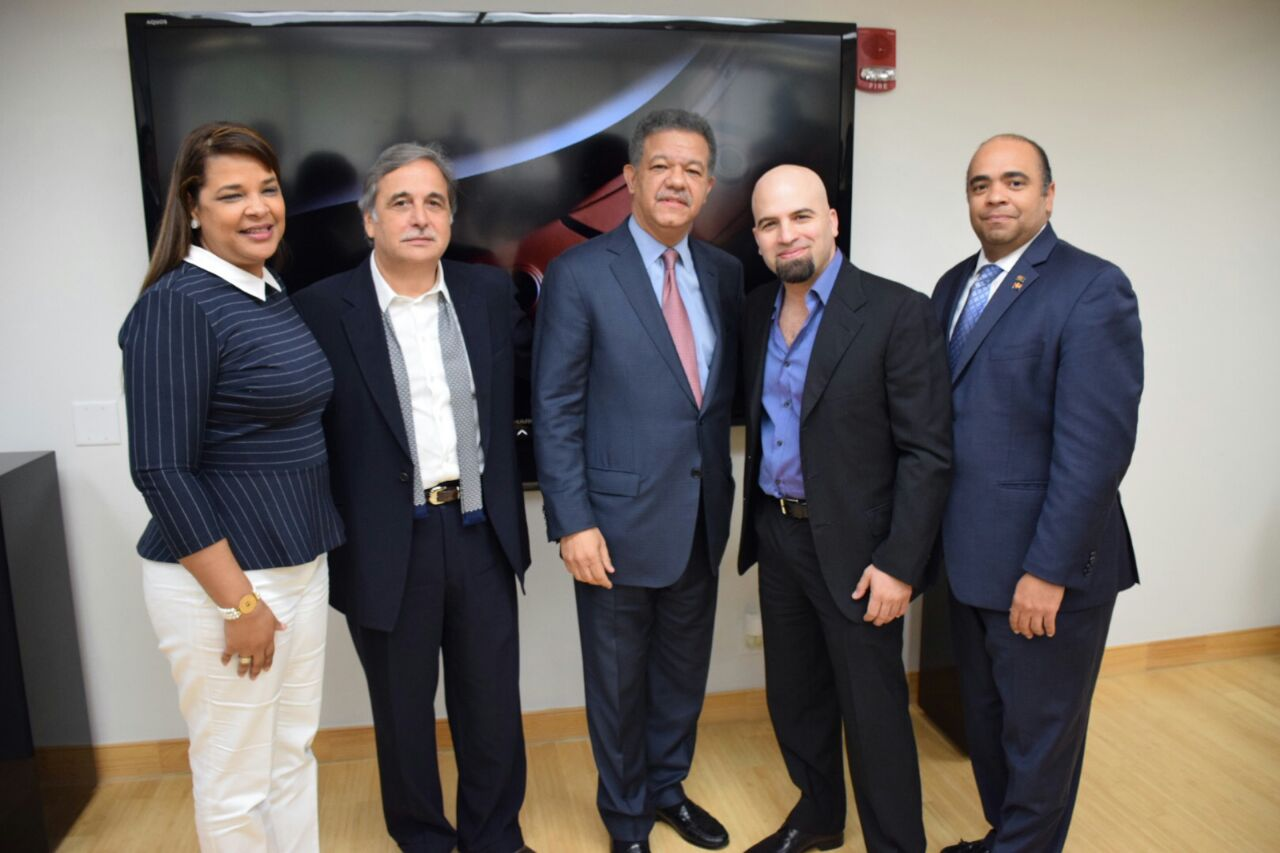
المهرجان السينمائي الدولي لجمهورية الدومينيكانز 2014-2015

تعد سينما جمهورية الدومينيكان انطلاق حديث في صناعة السينما لكونها من أوائل دول أمريكا اللاتينية في عرض الأفلام في مطلع القرن التاسع عشر والتي عرفت من قبل «الاخوة لوميريه» والمشهورين أيضا في مسرح "Curiel de Puerto Plata" الذي ترجع بدايته لعام 1915، هذا التاريخ الذي أٌنتج فيه أول فيلم مصور في جمهورية الدومينيكان، على الرغم من أن الأنتاج لم يكن وقتها شائع.
إلا إنه فيما بعد في عام 1922 تم تصوير أول فيلم من إنتاج سينما جمهورية الدومينيكان، وهو فيلم «أسطورة العذراء»
La Leyenda de Virge de La Altagracia))

## أفلام جديرة بالذكر
فيلم"!Nueva Yol: Por Fin Llego Balbuena"، بطولة الممثل الكوميدى"Luisto Martin" عام 1995
فيلم"Cuatro Hombres y Un Atand بطولة " Periceles Mejia" عام1996
فيلم "Precio Ripiao"عام2003
و فيلم"Andrea" عام 2005
فيلم "Sanky Panky" بطولة "Fausto Mat "عام 2007
وفيلم "Cristiano de la secreta"، بطولة «Raymond Pozo و Duarteh» عام 2009
وفيلم "Traicion y Gloria" عام 2013
وفيلم"399 Amin Abel Hasbun"، وأكثر من ذلك.
وهذه القائمة توضح إحصائية لبعض الأفلام التي أنتجت في كل فترة من وقت ظهور سينما الدومينيكان.
الفترة أو العام عدد الأفلام
1922-1969 15
1970-1989 19
1990-2009 67
2010-2012 24
2013 13
قائمة أخرى ترصد بها إحصائية بها اسم الفيلم، وتاريخ العرض في صالات السينما وإيراداته في شباك التذاكر
الأيرادات سنة العرض اسم الفيلم
Perico Ripiao 	2003 	775.000
Lotoman 	2011 	650.000
Sanky Panky 	2007 	650.000
Nueba Yol: ¡Por Fin Llegó Balbuena! 	1995 	600.000
Cristiano de la Secreta 	2009 	400.000
Un macho de mujer 	2006 	375.000
Andrea 	2005 	320.000
Feo de Día y Lindo de Noche 	2012 	300.000
الفائزين بجوائز شرفية على هامش مهرجانات سينيمائية
هذه القائمة توضح عالتوالى بعض من أسماء الافلام والممثلين والمخرجين الفائزين باحدى الجوائز المهمة في سينما جمهورية الدومينيكان، التي تعرف من قبل بجوائز «كاساندرا Casandra»، حيث تُمنح لأفضل فيلم، أفضل ممثل وممثلة، أفضل مخرج.
السنة اسم المخرج اسم الممثل أو الممثل اسم الفيلم
2005 Negocios Son Negocios "Victor Pinales" Joppe de Bernardi
2006 	Andrea 	"Freddy Beras Goico/Zoe Saldaña"* Rogert Bencosme
2007 Un Macho de Mujer "Roberto Angel Salcedo" Alfonso Rodríguez
2008 Yuniol Frank Perozo Alfonso Rodríguez
2009 Ladrones a Domicilio Manolo Ozuna Ángel Muñiz
2010 	Bosch, Presidente en la Frontera Imperial Kenny Grullón René Fortunato
2011 	Trópico de Sangre José Manuel Rodríguez Juan Delancer
2012 	Jean Gentil Julieta Rodríguez Leticia Tonos
2013 	La Lucha de Ana Cheddy García Bladimir Abud
2014 	¿Quién Manda? Nashla Bogaert / Frank Perozo 	Ronny Castillo
2015 	Código Paz Luis José Germán Pedro Urrutia5
(Zoe Saldana)، لم يقم بالبطولة في فيلم "Andrea" ولكنه نال جائزة شرفية كأفضل ممثل عن دوره في فيلم "La Maldicion del Padre Cardona ".
مهرجان جمهورية الدومينيكان العالمى للسينما:
هو مهرجان عالمى يتم الاحتفال به، بهدف اظهار وعرض أخر ما وصلت اليه صناعة السينما في جمهورية الدومينيكان من تطورات، وفي نفس الوقت لجذب المستثمرين الخارجية والأجنبية من قبل مخرجين ومنتجين من السينما العالمية.
مهرجان جمهورية الدومينيكان العالمى للسينما يقدم أفضل المختارات من السينما العالمية والوثائقية والدرامية، مما يعزز الثقافة السينمائية للدولة وانتقال ثقافة الفن السابع إلى جميع أنحاء المجتمع في جمهورية الدومينيكان.
يُساهِم المهرجان أيضاً في دعم وتنمية الوعى والفهم لموضوعات عالمية، بدءً من قصص نتعرض لها في حياتنا، فمن خلال السينما، يُدَعِم المهرجان النقاش في الموضوعات السياسية والأجتماعية والثقافية.

## دورات المهرجان
تعقد دورات المهرجان في كل عام من شهر نوفمبر لفترة تستمر حوالى أسبوع أو أسبوعين وتشمل عرض أفلام من إنتاج جمهورية الدومينيكان أو من إنتاج عالمى، حيث يتم عرض أفلام ضخمة في المهرجان من كافة الأانواع وبمختلف المدد والفترات لكل فيلم فيشمل العرض علي أفلام روائية طويلة بنوعيها أفلام روائية طويلة وأفلام روائية قصيرة، افلام تقام احياء لدكرى نجم أو فنان عالمى أو تقام من أحل الإشادة بدوره في صناعة السينما. تشتمل أيضا، علي أفلام تعكس السنما بكل تطوراتها مثل سينما الشباب، سينما أفلام المرأة و. ويبدأ العرض بالنسبة للمهرجان بفيلم من إنتاج محلى أو بفيلم من إنتاج عالمى، وعليه فيتم ترشيح الفيلم لجائزة معتمدا في الأساس على نسبة المشاهدة والنقد من قبل كبار النقاد ورئاسة لجنة التحكيم المشرفة على المهرجان المنعقد في كل فترة.

### الدورة الأولى
أقيمت الدورة الأولى للمهرجان في عام 2006 في مدينة سانتو دومينجو "في الفترة من 8 وحتى 12 من نوفمبر. حيث عرضت أعمال مثل "Vete y Vive" و ""The Lost Cityو "Violin".
افتتحت هده الدورة من قبل المخرج "Leonel Fernandez Reyna".

### الدورة الثانية
أقيمت أيضاً الدورة التانية من هدا المهرجان في مدينة سانتو دومينجو "Santo Domingo" من 19 وحتى 23 من نوفمبر 2008، وقد عرضت أفلام عالمية تنوعت ما بين إنتاج مستقل وإنتاج مشترك.
على سبيل المثال فقد عرض فيلم "8 Mujeres" للمخرج "Francois Ozon"، وهو فيلم من إنتاج فرنسى – ايطالي مشترك. وفيلم "Bella"، إنتاج أمريكى من إخراج ""Alejandro Monteverde، وفيلم "El Sabor de La Noche"، إنتاج صينى، من إخراج ""Wong Karwai، وفيلم
"Rojo como el Cielo"، إانتاج إيطالى للمخرج "Cristiano Bortone".
```
=== الدورة الثالثة ===
```

افتتح المهرجان في دورته الثالثة، من 18 وحتي 22 من نوفمبر 2009 بعرض للفيلم العالمى "Touched" على السجادة البرتقالية، إحياءً لمشوار النجم العالمى «عمر الشريف». وعلي مدار المهرجان عرضت أفلام أخرى مثل "La Soga" من إنتاج جمهورية الدومينيكان، وفيلم
```
"500 dias con Ella"، وفيلم ""Al Cruzar La Linea ، و" " Entre No، و"La Nana"، و"La Mujer de Anarquista"، وغيرهم.
[
9
]
```

```
=== الدورة الرابعة ===
```

احتفل بها من 16 وحتى 21من نوفمبر 2010، حيث عرض فيها 48 فيلم من بينها ثلاثة أفلام من إنتاج جمهورية الدومينيكان. أقيم المهرجان متزامناً في ثماني مدن من بينهم
"سانتو دومينجو Santo Domingo " و«بوريتو بلاتا Puerto Plata» و "نجوا Nagua " و"سانتياجو Santiago" وبونتاكانا " Pontacana وأخيراً مدينة
```
بوابة الأمير "Puerto Principe". وفي تلك السنة كان قد شهد هدا المهرجان تجديدات ضخمة وأقسام جديدة.
[
10
]
```

```
=== الدورة الخامسة ===
```

أقيمت من 15 وحتى 21 من نوفمبر 2011، حيث بدأ هذا المهرجان بعرض افتتاحي ضخم على السجادة الزرقاء للفيلم الروائي الطويل "Jaque Mata" من إنتاج سينما الدومينيكان. عرضت هده الدورة في عدة مدن تابعة لجمهورية الدومينيكان، بالإضافة إلى مدينة "Haiti" التي عرض فيها بعض الافلام تحت إشراف النجم "Sean Pem"، مشاركة هذا النجم لم تكن بهدف أو بقصد العمل في هوليوود إلا أنه قد أقيم على شرف النجمة ""Maria Montez.
```
=== الدورة السادسة ===
```

أثناء الأحتفال بالدورة السادسة من هذا المهرجان، والذي ٱقيم في الفترة من 14 وحتى 25 نوفمبر 2012، حيث عُرض حوالي سبعين فيلم روائي طويل من عدة دول بادئة بعرض الفيلم الألمانى "Filly Brown"والذي حظى بنسبة مشاهدة وصلت ل45 ألف متفرج.
اعتمد هذا المهرجان على الدعم من 70 شركة ومؤسسة فنية بالأضافة إلى مشاركة 150 من المحترفين في مجال صناعة السينما العالمية من 30 بلد مختلفة تشاركوا خبراتهم لسينما الشباب في جمهورية الدومينيكان.
```
=== الدورة السابعة ===
```

أقيمت من 12 وحتى 20 من نوفمبر 2013، بداخل 18 قاعة عرض سينمائي في خمسة مدن لجمهورية الدومينيكان وهم «سانتاجو Santiago» و«سانتو دومينجوSanto Domingo» و «كابانا»Capana و «بوريتو بلاتا Puerto Plata» و «نجوا»Nagua .
```
=== الدورة الثامنة ===
```

اقيمت في 2014.الدورة التاسعة من 10وحتى 18 نوفمبر 2015.

## مهرجانات سينما جمهورية الدومينيكان
يعتمد وجود سينما الدومينيكان على مهرجانات ومختارات سينمائية رائعة وعظيمة.بالأضافة مهرجان جمهورية الدومينكان العالمى للسينما ((FCGD، ومهرجان "La Muestra Naciona" والدى يعد من اقدم مهرجانات لمدينة «سانتو دومينجوSanto Domingo» وبالأضافة إلى مهرجان
```
"el Festival Internacional de Cine de Fine Arts"والدى يعد ضمن أحد مهرجانات السينما العالمية.
```

وعلى غرار التطور فيأتى مهرجان (LGBT) والمهرجان العالمى للسينما المستقلة IFFIC ب" سانتياجو Santiago"، ومهرجان "
("Medioambiental Dominicana (DREFF ومهرجان السينما للأفلام الوثائقية (RDOC), والمهرجان العالمى لسينما المرأة (FEMUJER) في مدينة "كورتو CORTO ".

## السوق التجارى لسينما الدومينيكان
تأسس السوق التجارى لسينما الدومينيكان في عام 2014 , حيث يعتبر رسمياً هو السوق التجارى الأول للسينما في تاريخ اقليم الكاريبي.
DFM أو سوق التجاري لسينما الدومينيكان المنفد في مجال السينما المرئية من قبل أحد صناع السينما الرائدين في هدا المجال وهم:
```
"Nurgul Shayakhmetova" و "Roddy Perez".
```

اعتمد مهرجان (DFM) في دورته الأولى على دعم من أهم العلامات التجارية الرائدة في مجال التكنولوجيا مثل شركة «بانا سونيك Panasonic», وشركة «نيكون»Nikon وشركة Black Magic Design بالأضافة إلى الأشراف على الأخراج العام لمهرجان السينما الرقمية (DGCINE) المنظم من قبل وزارة السياحة ومركز التصدير والأستثمار (CEI-RD)التابعين لجمهورية الدومينيكان.
```
2009
```